# مورغان ليويلين
مورغان ليويلين (بالإنجليزية: Morgan Llewellyn)‏ هو عسكري بريطاني، ولد في 22 أغسطس 1937.